# Juana María Gil
Juana María Gil Ruiz es una jurista y filósofa del derecho española, especializada en el estudio de la violencia de género, las políticas de igualdad y los derechos humanos. Fue pionera en defender la primera tesis con perspectiva de género en el ámbito jurídico en la Universidad de Granada.

## Trayectoria
Se licenció en Derecho en la Universidad de Granada (UG), donde fue reconocida con el Premio Extraordinario de Licenciatura. Posteriormente, realizó su tesis doctoral, siendo la primera con perspectiva de género en el área jurídica de dicha universidad, lo que le valió el Premio Extraordinario de Doctorado. Ha realizado estancias de investigación en diversas instituciones académicas, como en la Universidad de Poitiers y la Sorbona, en Francia, la Universidad de Oxford y la University College de Londres, en Reino Unido, o el Instituto Max-Planck de Hamburgo en Alemania.
Gil es Catedrática de Filosofía del derecho en la Universidad de Granada y Presidenta de la Sociedad Española de Filosofía jurídica y política desde 2019.  Es asesora del Instituto Andaluz de la Mujer y miembro del Comité Permanente de Análisis y Estudio de la Violencia contra las mujeres de la Dirección General de Violencia de Género y Asistencia a Víctimas, además de vocal del Observatorio Andaluz de Violencia de Género.
Su actividad docente se extiende a programas de posgrado y másteres especializados en estudios de género e igualdad en distintas universidades españolas, así como a cursos organizados por diversas instituciones a nivel local, autonómico y estatal. Además, forma parte del comité científico de la revista jurídica Anales de la Cátedra Francisco Suárez.
Entre sus líneas de investigación destacan la teoría jurídica feminista, la violencia de género, las políticas de igualdad y los derechos humanos, el pensamiento de John Stuart Mill y los dilemas bioéticos desde una perspectiva jurídica. Ha participado en proyectos de investigación financiados por el Ministerio de Ciencia e Innovación, el Consejo General del Poder Judicial (CGPJ) y la Dirección General de Violencia de Género en Andalucía.
Además, ha sido requerida por la Organización de las Naciones Unidas (ONU) como experta para participar en el marco del Programa Regional de la Agencia Española de Cooperación Internacional para el Desarrollo (AECID), en la mesa internacional de Técnicas Legislativas, y en la II Cumbre Iberoamericana “Agendas Locales de Género”, desarrollada en Aguascalientes (México). También colabora como experta internacional con el Ministerio Público del Poder Judicial de Argentina.

## Reconocimientos
En 2000, Juana María Gil Ruiz recibió el Premio Extraordinario de Doctorado de la Facultad de Derecho de la Universidad de Granada por su tesis, la primera con perspectiva de género en el área jurídica. En 2012, el Instituto de la Mujer de la Universidad Autónoma de Madrid (UAM) le concedió el Premio Ángeles Durán de Innovación Científica en estudios de género por su trabajo Las nuevas técnicas legislativas en España. Un año después, en 2013, fue galardonada con el Premio Meridiana de la Junta de Andalucía en la modalidad de iniciativas que promueven el desarrollo de valores para la igualdad entre las personas o empresas jóvenes.
Posteriormente, en 2016, recibió la Bandera de Andalucía, un reconocimiento que otorga la Junta con motivo del Día de Andalucía para destacar trayectorias relevantes en distintos ámbitos, así como el Premio Mariana Pineda a la Igualdad entre Mujeres y Hombres, otorgado por el Ayuntamiento de Granada. En 2019, fue distinguida con el Premio Clara Campoamor a la Igualdad, concedido por el Partido Socialista Obrero Español (PSOE) de la Junta de Andalucía en reconocimiento a su labor en la defensa de la igualdad entre mujeres y hombres.

## Obra (selección)
- 1995 – Las políticas de Igualdad en España: avances y retrocesos. Universidad de Granada. ISBN 84-338-2218-7.[14]
- 2012 – Las nuevas técnicas legislativas en España. Editorial Tirant Lo Blanch. ISBN 9788490042076.
- 2012 – Dignidad e igualdad en derechos. El acoso en el trabajo. Con Ana Rubio. Editorial Dykinson. ISBN 9788490310229.[15]
- 2013 – Diversidad Cultural, Género y Derecho. Editorial Tirant Lo Blanch. ISBN 9788490530160.
- 2018 – El Convenio de Estambul como marco de Derecho antisubordiscriminatorio. Editorial Dykinson. ISBN 9788491487951.[16]